# Curt Dizon
Curt Jordan Pérez Dizon (Londra, 4 febbraio 1994) è un calciatore filippino con cittadinanza britannica, centrocampista o attaccante del Loyola M.S..

## Biografia
Nasce a Londra da genitori filippini.

## Caratteristiche tecniche
Ricopre il ruolo di ala sinistra ma all'occorrenza può giocare anche come trequartista.

## Carriera

### Club
Dizon muove i suoi primi passi calcistici con il Magix FC passando poi al Brunswick Club. Le qualità messe in mostra durante questi anni attirano l'attenzione degli osservatori del Crystal Palace, da cui è ingaggiato nel 2008. Aggregato all'Under-16 degli Eagles, non riesce tuttavia a brillare e dopo sole due stagioni è rilasciato dal club londinese.
Nel 2013 decide di passare fra i professionisti firmando per gli spagnoli della Gimnástica Segoviana. Dopo aver ricevuto la prima convocazione in Nazionale, si trasferisce nelle Filippine per giocare con il Global. Nel 2015 passa al Loyola M.S. nell'ambito della trattativa che porta il centrocampista Matthew Hartmann al Global.
Il 6 maggio 2017, con una rete contro lo Stallion, è autore del primo gol della neonata PFL. Con la cessione delle operazioni del Loyola nel gennaio 2018 rimane senza squadra di club, prima di firmare per il Global. Conclude la sua militanza con i Sugbu Warriors dopo solamente due partite.
Nel luglio 2018 firma per il United City.

### Nazionale
Compie il suo debutto con la maglia della nazionale filippina l'11 aprile 2014 contro il Nepal, segnando il gol d'apertura nella vittoria per 3-0 degli Azkals.

## Statistiche

### Cronologia presenze e reti in nazionale
| Cronologia completa delle presenze e delle reti in nazionale ― Filippine | Cronologia completa delle presenze e delle reti in nazionale ― Filippine | Cronologia completa delle presenze e delle reti in nazionale ― Filippine | Cronologia completa delle presenze e delle reti in nazionale ― Filippine | Cronologia completa delle presenze e delle reti in nazionale ― Filippine | Cronologia completa delle presenze e delle reti in nazionale ― Filippine | Cronologia completa delle presenze e delle reti in nazionale ― Filippine | Cronologia completa delle presenze e delle reti in nazionale ― Filippine |
| Data                                                                     | Città                                                                    | In casa                                                                  | Risultato                                                                | Ospiti                                                                   | Competizione                                                             | Reti                                                                     | Note                                                                     |
| ------------------------------------------------------------------------ | ------------------------------------------------------------------------ | ------------------------------------------------------------------------ | ------------------------------------------------------------------------ | ------------------------------------------------------------------------ | ------------------------------------------------------------------------ | ------------------------------------------------------------------------ | ------------------------------------------------------------------------ |
| 11-4-2014                                                                | Doha                                                                     | Filippine                                                                | 3 – 0                                                                    | Nepal                                                                    | Amichevole                                                               | 1                                                                        | 46’                                                                      |
| 27-4-2014                                                                | Cebu                                                                     | Filippine                                                                | 0 – 0                                                                    | Malaysia                                                                 | Amichevole                                                               | -                                                                        | 64’                                                                      |
| 3-9-2014                                                                 | Manila                                                                   | Filippine                                                                | 5 – 1                                                                    | Taiwan                                                                   | Amichevole                                                               | -                                                                        | 58’                                                                      |
| 12-10-2014                                                               | Manila                                                                   | Filippine                                                                | 4 – 0                                                                    | Papua Nuova Guinea                                                       | Amichevole                                                               | -                                                                        | 46’                                                                      |
| 31-10-2014                                                               | Doha                                                                     | Filippine                                                                | 3 – 0                                                                    | Nepal                                                                    | Amichevole                                                               | -                                                                        | 89’                                                                      |
| 10-10-2017                                                               | Al Wakrah                                                                | Yemen                                                                    | 1 – 1                                                                    | Filippine                                                                | Qual. Coppa d'Asia 2019                                                  | -                                                                        | 77’                                                                      |
| 14-11-2017                                                               | Katmandu                                                                 | Nepal                                                                    | 0 – 0                                                                    | Filippine                                                                | Qual. Coppa d'Asia 2019                                                  | -                                                                        | 46’                                                                      |
| 6-9-2018                                                                 | Riffa                                                                    | Bahrein                                                                  | 1 – 1                                                                    | Filippine                                                                | Amichevole                                                               | -                                                                        | 90’                                                                      |
| 11-1-2019                                                                | Abu Dhabi                                                                | Filippine                                                                | 0 – 3                                                                    | Cina                                                                     | Coppa d'Asia 2019 - 1º turno                                             | -                                                                        | 88’                                                                      |
| 16-1-2019                                                                | Dubai                                                                    | Kirghizistan                                                             | 3 – 1                                                                    | Filippine                                                                | Coppa d'Asia 2019 - 1º turno                                             | -                                                                        | 75’                                                                      |
| Totale                                                                   |                                                                          | Presenze                                                                 | 10                                                                       |                                                                          | Reti                                                                     | 1                                                                        |                                                                          |